# الشوقية (مكة المكرمة)
حي الشوقية، أحد أحياء مكة المكرمة وهو حي سكني تابع لبلدية الشوقية يحده من الشمال حي المسفلة ومن الجنوب حي ولي العهد ومن الشرق حي الكعكية ومن الغرب حي الملك فهد.

## النطاق الجغرافي
يتبع حي الشوقية لبلدية الشوقية التي تمتد من الطريق الدائري الثالث شمالاً، إلى حدود محافظة «الليث» جنوباً، ومن حي «العزيزية» شرقاً، إلى طريق «جدة» السريع ومنطقة «الشميسي» غرباً، وتضم سبعة أحياء هي: حي «الزهور»، وحي «الكعكية»، وحي «الخالدية»، وحي «الشوقية»، وحي «الملك فهد»، وحي «بطحاء قريش»، وحي «ولي العهد»..

## عدد السكان
يبلغ عدد سكان الشوقية 55,825 نسمة وهو يمثل نسبة 4% من سكان مدينة مكة المكرمة 

## المساحة
مساحة حي الشوقية 5.55 كم2 وهو يمثل 0.4% بالنسبة لمساحة مدينة مكة المكرمة 

## انظر ايضاً
- مكة المكرمة

## وصلات خارجية
- أحياء مكة القديمة
- العاصمة المقدسة.